# Sudanrot 7B
Sudanrot 7B ist eine chemische Verbindung aus der Gruppe der Bisazofarbstoffe. Sie gehört zu den Sudanfarbstoffen und zur anwendungstechnischen Gruppe der Lösungsmittelfarbstoffe.

## Verwendung
Sudanrot 7B wird als Farbstoff in der Mikroskopie verwendet. Es wurde auch als Lebensmittelfarbstoff eingesetzt.
Das deutsche Mineralölsteuergesetz schrieb in seiner ursprünglichen Fassung von 1964 zur Markierung von steuerbegünstigten Mineralölen (zum Beispiel Heizöl) Sudanrot 7B (Solvent Red 19) als Farbstoff vor. Die Verbindung ist ein Pulverfarbstoff, so dass seine Verarbeitung mit einigen Nachteilen verbunden ist, z. B. Expositionsgefahr in Produktion und Verarbeitung, zeitraubende Lösevorgänge und unzureichende Kältestabilität der hergestellten Vorlösungen. Mit der Zulassung von modifizierten Farbstoffen wurde 1977 das Mineralölsteuergesetz den aktuellen technischen und gewerbehygienischen Erfordernissen angepasst. Seit diesem Zeitpunkt werden Flüssigfarbstoffe verwendet und verarbeitet.

## Sicherheitshinweise
Die Internationale Agentur für Krebsforschung (IARC) stuft die Farbstoffe Sudan I–IV und Sudanrot 7B als Karzinogen der Gruppe 3 ein. Die in Gruppe 3 enthaltenen Substanzen werden als wahrscheinlich nicht krebsauslösend beim Menschen eingestuft.